# Bülent Ersoy
Bülent Ersoy (Isztambul, Törökország, 1952. június 9.) török transzszexuális énekesnő, Törökország egyik leghíresebb és legelismertebb előadóművésze.

## Élete és pályafutása
Bár Isztambulban született, 1960-ig családjával Malatyában élt. Egészen fiatalon kezdett zenével foglalkozni, először konzervatóriumi tanároktól vett magánórákat, majd elvégezte az Isztambuli Városi Konzervatóriumot. 1971-ben kapott lemezkiadási lehetőséget a Saner Plak kiadótól, színpadra először 1974-ben állhatott.
1981-ben nővé operáltatta magát, aminek következtében lemezeit és fellépéseit betiltották. 1982-ben hivatalosan is folyamodott a török államhoz, hogy ismerjék el nőnek, ám ezt megtagadták, ami miatt öngyilkosságot kísérelt meg. 1983-ban elhagyta Törökországot és Németországba költözött, ahol folytatta előadóművészi karrierjét. 1988-ban a törvényt megváltoztatták, így lehetőség nyílt arra, hogy az átoperált személyeket hivatalosan is megváltozott nemükön ismerjék el. Ersoy ekkor visszaköltözött Törökországba, és itt folytatta karrierjét. Hamarosan még nagyobb népszerűségre tett szert nőként, mint korábban férfi előadóként, a közönség az abla, azaz „nővér” becenevet adta neki, elismerve nemének megváltoztatását.
Ersoy nem csak hazájában, de külföldön is népszerű, ő volt az első török előadó, aki színpadra lépett a londoni Palladiumban és a Madison Square Gardenben.
2008-ban a török állam perbe fogta Ersoyt egy show-műsorban tett kijelentéséért, miszerint ha gyermeke lenne, nem engedné, hogy kurd felkelők ellen harcoljon. Az ügyészség szerint ez a kijelentése negatívan hat a közvéleményre a katonaság intézményének megítélésében, amiért két év börtönbüntetés is járhat. 2008 decemberében Ersoyt felmentették.
A 2011-ben kiadott Aşktan Sabikali című lemeze nagy siker lett. A lemezen hallható egy Tarkannal közös dal is, a Bir Ben Bir Allah Biliyor. A dalhoz tartozó videoklippet 2013-ban már több mint 9 500 000 ember nézte meg a YouTube videómegosztó oldalon. A lemez minden török eladási lista első helyére került, és ott is maradt egészen az év végéig. A lemez Ersoy legsikeresebb lemeze.
2013-ban zsűritag a "török Megasztár" vagyis a Popstar 2013 műsorban. 2013. február 28-án Londonban adott koncertjére hamar elkeltek a jegyek. Bár sűrűn jár az Egyesült Királyságba koncertezni, 2013-as koncertjét óriási érdeklődés övezte.

## Diszkográfia
- 1971 – Lüzûm Kalmadı ve Neye Yarar Gelişin – Saner Plak
- 1972 – Ne Samin Sekeri Ne Arabin Yuzu – Saner Plak
- 1972/1975 – Derdimin Dermani Ol / Luzum KalmadI – Senar Plak
- 1972/1975 – Sen Evlisin Ben Evli . Cira Gibi Yaniyorum – Senar Plak
- 1972/1975 – Neye Yara Gelisin / Korkmadin Mi Allahim – Senar Plak
- 1972/1975 – Tovbeler Tovbesi / Bir Kadeh Sarap – Senar Plak
- 1975 – Sohretler – Korsan Plak
- 1975 – Konser 1 – Elenor Plak
- 1976 – Toprak Alsin Muradimi / Yalniziga Alistim
- 1976 – Bir Tanriye Bir De Beni / Ask Duasi
- 1976 – Konser 2 – Elenor Plak
- 1977 – Konser 2 – Elenor Plak
- 1978 – Orkide 1 – Turkuola
- 1978 – Olmeyen Eserler – Hansola
- 1979 – Orkide 2 – Turkola
- 1980 – Dolmamis Cilerm – Bende Kullanim Allah'im
- 1980 – Beddua / Iste Bizim Hikayemiz
- 1981 – Mahseri Yasiyorum Ben – Turkola
- 1981 – Yuz Karasi – Buket Plak
- 1983 – Ak Guvercin – Lider LP
- 1984 – Duskunum Sana – Sembol LP
- 1985 – Yasamak Istiyorum – Sembol LP
- 1986 – Anilardan Bir Demet
- 1986 – Konseri – Sembol LP
- 1987 – Suskum Dunya – Sembol LP
- 1988 – Biz Ayrilamayiz – Sembol LP
- 1989 – Istiyorum
- 1990 – Optum
- 1991 – Bir Sen Bir De Ben
- 1992 – Ablan Kurban Olsun Sana
- 1993 – Sefam Olsun
- 1994 – Akili Ol
- 1995 – Alaturka 1995
- 1995 – Benim Dunya Guzellerim
- 1997 – Maazallah
- 2000 – Alaturka 2000
- 2002 – Canimsin
- 2011 – Asktan Sabikali

## Filmográfia
- 1976: Siralardaki Heycan
- 1977: Ölmeyen Sarki
- 1978: Iste Bizim Hikayemiz
- 1980: Beddua
- 1980: Şöhretin Sonu
- 1984: Acı Ekmek
- 1985: Tövbekar Kadın
- 1985: Asrın Kadını
- 1985: Benim Gibi Sev
- 1986: Efkarlıyım Abiler
- 1986: Yaşamak İstiyorum 1
- 1986: Yaşamak İstiyorum 2
- 1987: Kara Günlerim
- 1988: Biz Ayrılamayız
- 1989: İstiyorum